# Canton de Mussidan
Le canton de Mussidan est une ancienne division administrative française située dans le département de la Dordogne, en région Aquitaine.

## Historique
Le canton de Mussidan est l'un des cantons de la Dordogne créés en 1790, en même temps que les autres cantons français. Il a d'abord été rattaché au district de Mussidan avant de faire partie de l'ancien arrondissement de Ribérac du 17 février 1800 au 10 septembre 1926, date de la suppression de cet arrondissement. À cette dernière date, il a été rattaché, avec six autres cantons, à l'arrondissement de Périgueux.
De 1833 à 1848, les cantons de Montpon et de Mussidan avaient le même conseiller général. Le nombre de conseillers généraux était limité à 30 par département.

### Redécoupage cantonal de 2014-2015
Par décret du 21 février 2014, le nombre de cantons du département est divisé par deux, avec mise en application aux élections départementales de mars 2015. Le canton de Mussidan est supprimé à cette occasion. Ses onze communes sont alors rattachées au canton de la Vallée de l'Isle, dont le bureau centralisateur est fixé à Neuvic.

## Géographie
Ce canton était organisé autour de Mussidan dans l'arrondissement de Périgueux. Son altitude variait de 31 m (Saint-Laurent-des-Hommes) à 186 m (Sourzac) pour une altitude moyenne de 70 m.

## Représentation

### Conseillers généraux de 1833 à 2015
Avant 1833, les conseillers généraux étaient désignés, et ne représentaient pas un canton déterminé.
| Période | Période      | Identité                        | Étiquette         | Qualité                                                                                               |
| ------- | ------------ | ------------------------------- | ----------------- | --- |
| 1833    | 1848         | Amédée des Moulins de Leybardie |                   | Propriétaire du château de Longua Maire de Saint-Médard-de-Mussidan                                   |
| 1848    | 1855         | Hubert Baronnie                 |                   | Maire de Mussidan (1848-1855)                                                                         |
| 1855    | 1859 (décès) | Amédée des Moulins de Leybardie |                   | Propriétaire du château de Longua Maire de Saint-Médard-de-Mussidan                                   |
| 1860    | 1865         | Nicolas Hubert Barré            |                   | Conseiller référendaire à la Cour des Comptes Élu en 1865 dans le canton d'Argenteuil (Seine-et-Oise) |
| 1865    | 1883         | Léonard Piotay                  | Droite            | Médecin, ancien maire de Mussidan (1855-1860), conseiller d'arrondissement                            |
| 1883    | 1890         | Jean François de Labrousse      | Droite            | Médecin Président de la Chambre d'agriculture                                                         |
| 1890    | 1931         | Eugène Martin de Manthé         | Rad.              | Receveur-buraliste Propriétaire à Bourgnac                                                            |
| 1931    | 1940         | Charles Mazeau                  | Rad.              | Maire de Mussidan (1919-1941)                                                                         |
|         |              |                                 |                   | |
| 1945    | 1951         | Henri Feytou                    | PCF               | Cultivateur Maire de Saint-Médard-de-Mussidan (1945-1963)                                             |
| 1951    | 1970         | Georges Gerbeaud                | app. Rad. (RGRIF) | Industriel Maire de Mussidan (1955-1965)                                                              |
| 1970    | 1988         | Pierre Bonneau                  | Rad. puis MRG     | Vétérinaire Maire de Mussidan (1965-1989)                                                             |
| 1988    | 1994         | Gérard-Jean Chevalier           | CNI puis RPR      | Commerçant en bestiaux Maire de Mussidan (1989-2001)                                                  |
| 1994    | 2015         | Roland Laurière                 | PS                | Entrepreneur de Travaux publics Ancien conseiller municipal de Mussidan                               |

### Conseillers d'arrondissement (de 1833 à 1940)
Le canton de Mussidan faisait partie de l'arrondissement de Ribérac jusqu'à sa disparition en 1926.
| Période                                  | Période      | Identité              | Étiquette         | Qualité |
| ---------------------------------------- | ------------ | --------------------- | ----------------- | --- |
| Les données manquantes sont à compléter. |              |                       |                   | |
| 1833                                     | 1845         | Jean Pontard          |                   | Notaire à Mussidan, suppléant de la justice de paix                                                         |
| 1845                                     | 1848         | M. Labrousse          |                   | Juge de paix à Mussidan                                                                                     |
|                                          |              |                       |                   | |
| avant 1855                               | 1855         | M. Grelety-Lasserve   |                   | Maire de Saint-Laurent-des-Hommes                                                                           |
| 1855                                     | 1865         | Léonard Piotay        |                   | Médecin, maire de Mussidan                                                                                  |
|                                          |              |                       |                   | |
| 1871                                     | 1877         | M. Grelety-Lasserve   |                   | Maire de Saint-Laurent-des-Hommes, suppléant du juge de paix depuis 1859                                    |
| 1877                                     | 1892         | M. Reymondie          | Républicain       | |
| 1892                                     | 1910         | Alphonse Rigaillaud   | Républicain       | Notaire, maire de Saint-Front-de-Pradoux (1884-1908)                                                        |
| 1910                                     | 1919         | Joseph Sicard         | Radical           | Pharmacien, conseiller municipal de Mussidan                                                                |
| 1919                                     | 1920 (décès) | Paul-Marie Beaussenat | Républicain       | Médecin à Mussidan                                                                                          |
| 1921                                     | 1934         | Ovide Deffarges       | Union des Gauches | Notaire et propriétaire, ingénieur civil, conseiller municipal de Mussidan                                  |
| 1934                                     | 1940         | Jean Gaston Limouzi   | SFIO              | Propriétaire à Saint-Laurent-des-Hommes                                                                     |
| 1940                                     |              |                       |                   | Les conseils d'arrondissement ont été suspendus par la loi du 12 octobre 1940 et n'ont jamais été réactivés |

Sources : "Annuaires et calendriers 1789-1842 " sur le site des archives départementales de la Dordogne. https://archives.dordogne.fr/r/72/fonds-imprimes/annuaires-et-calendriers?arko_default_6076b1c79b335--ficheFocus=

## Composition
Le canton de Mussidan regroupait onze communes et comptait 9 441 habitants (population municipale) au 1er janvier 2011.
| Communes                    | Population (2012) | Code postal | Code Insee |
| --------------------------- | ----------------- | ----------- | ---------- |
| Beaupouyet                  | 480               | 24400       | 24029      |
| Bourgnac                    | 320               | 24400       | 24059      |
| Mussidan                    | 2 878             | 24400       | 24299      |
| Saint-Étienne-de-Puycorbier | 111               | 24400       | 24399      |
| Saint-Front-de-Pradoux      | 1 130             | 24400       | 24409      |
| Saint-Laurent-des-Hommes    | 1 048             | 24400       | 24436      |
| Saint-Louis-en-l'Isle       | 263               | 24400       | 24444      |
| Saint-Martin-l'Astier       | 136               | 24400       | 24457      |
| Saint-Médard-de-Mussidan    | 1 704             | 24400       | 24462      |
| Saint-Michel-de-Double      | 265               | 24400       | 24465      |
| Sourzac                     | 1 106             | 24400       | 24543      |

## Démographie
| 1962  | 1968  | 1975  | 1982  | 1990  | 1999  | 2006  | 2011  | 2012  |
| ----- | ----- | ----- | ----- | ----- | ----- | ----- | ----- | ----- |
| 8 526 | 8 649 | 9 090 | 9 243 | 9 048 | 8 706 | 9 059 | 9 441 | 9 526 |